# Инфосоциализм
Инфосоциализм — теория, первоначально придуманная Дэвидом Пулвером, Джоном Ф. Зайглером и Шоном Пунчем для ролевой игры Transhuman Space, но затем нашедшая сторонников и в действительном мире. Инфосоциализм рассматривает информацию и идеи как средства производства. Он утверждает, что законодательство об авторском праве является безнравственным и что права интеллектуальной собственности должны принадлежать одному юридическому лицу, например государству или некоммерческой организации типа Free Software Foundation.

## Идеологическое обоснование
Ядром идеологии инфосоциализма является утверждение, что информация отличается от материальных товаров тем, что она может распространяться без того, чтобы её прежний держатель что-нибудь терял. И так как информация может использоваться для пользы человечества, никто не должен предъявлять права частной собственности на идеи. Проще говоря, если кто-то открывает способ излечения рака, каждый больной раком имеет право на плоды этого открытия. В более совершенном мире каждая идея принадлежала бы человечеству в целом.
Поскольку это невозможно установить немедленно, инфосоциализм в качестве переходной меры выступает за национализацию прав интеллектуальной собственности либо за передачу их под контроль признанной некоммерческой организации, которая могла бы удостовериться, что любой получил информацию, в которой нуждался. Государство либо признанная некоммерческая организация могли бы также вознаграждать ученых, художников и музыкантов.

## Критика инфосоциализма
Наиболее веская критика звучит в сторону аргумента о том, что «информация может распространяться без того, чтобы её прежний держатель что-нибудь терял».
В некоторых ситуациях утеря авторских прав над информацией приводит к недополучению запланированной прибыли, по сути к потерям. Например, частная исследовательская компания, может затратить годы и собственные деньги — на создание нового знания. Но в результате юридического упущения — не получить потом запланированную прибыль, которая покроет расходы — что может привести к банкротству.
Музыкант или писатель, который может годами создавать свой продукт, а потом живет на проценты от его продаж — также не получает деньги, на которые рассчитывал — если продукт вдруг становится общедоступным и бесплатным.